# Ben Olsen
Benjamin Robert "Ben" Olsen (Harrisburg, 3 de maio de 1977) é um ex-futebolista profissional estadunidense, meio campo, atualmente é técnico do Houston Dynamo.

## Carreira
Olsen representou a Seleção Estadunidense de Futebol nas Olimpíadas de 2000.

## Títulos

### Como jogador
D.C. United
- Copa dos Campeões da CONCACAF: 1998
- Copa Interamericana: 1998
- MLS Cup: 1999, 2004
- MLS Supporters' Shield: 1999, 2006, 2007
- Copa dos Estados Unidos: 2008
- Conferência Leste (MLS): 1998, 1999, 2004

Estados Unidos
- Copa Ouro da CONCACAF de 2005

### Como treinador
D.C. United
- Copa dos Estados Unidos: 2013

Houston Dynamo
- Copa dos Estados Unidos: 2023